# Gięcie

Gięcie na prasie krawędziowej

Gięcie – rodzaj technologii obróbki materiałów (najczęściej metalowych) polegający na trwałej zmianie krzywizn przedmiotu obrabianego. 
Jeżeli w wyniku tej obróbki otrzymuje się przedmiot zakrzywiony to mówimy o wyginaniu. Jeżeli gięcie powoduje wyprostowanie obrabianego materiału to mówi się o prostowaniu. Odmianą wyginania jest zwijanie. Rodzaje gięcia: sprężyste, plastyczne oraz dotłaczanie.
Gięcie można wykonać:
- na prasach za pomocą tłoczników
- na prasach krawędziowych
- jako owijanie na wzorniku (szablonie)
- na walcach
- jako kształtowanie taśm krążkami